# ГЕС Кіамбере
ГЕС Кіамбере – гідроелектростанція в центральній частині Кенії. Розташована після ГЕС Кіндарума, становить нижній ступінь в каскаді на найдовшій річці країни Тана (впадає в Індійський океан). 
В межах проекту річку перекрили кам’яно-накидною/земляною греблею з глиняним ядром висотою 112 метрів та довжиною 840 метрів, на спорудження якої пішло 6,2 млн м3 матеріалу (також знадобилась екскавація 1,4 млн м3 породи). Крім того, поряд зведена допоміжна гребля висотою 41 метр та довжиною 1470 метрів, для якої використали 1,6 млн м3 матеріалу та провели екскавацію 0,4 млн м3 породи. Разом вони утворили водосховище з об’ємом 585 млн м3 (корисний об’єм 485 млн м3).  
Від греблі вода подається до машинного залу через прокладений у лівобережному масиві дериваційний тунель довжиною 4,1 км та діаметром 6,1 метра. Сам зал споруджений в підземному виконанні, для чого знадобилась вибірка 22 тисяч м3 породи. Його обладнали двома турбінами типу Френсіс потужністю по 72 МВт, які при чистому напорі у 134 метри повинні були забезпечувати виробництво 910 млн кВт-год електроенергії на рік. У другій половині 2010-х компанія Voith Siemens Hydro Power здійснила модернізацію турбін, збільшивши їх потужність до 84 МВт.
Відпрацьована вода відводиться назад до річки по тунелю довжиною 1,4 км.
Видача продукції відбувається по ЛЕП, розрахованій на роботу під напругою 220 кВ.